# 阿尼亚克撞击坑
阿尼亚克撞击坑(Aniak)是火星上的一个撞击坑。它的直径为51（32英里）。它以美国阿拉斯加州的城市阿尼亚克命名。这个名称于1979年被国际天文学联合会批准。